# Saxtorp
Saxtorp is een plaats in de gemeente Landskrona in het Zweedse landschap Skåne en de provincie Skåne län. De plaats heeft 76 inwoners (2005) en een oppervlakte van 13 hectare.

## Verkeer en vervoer
Bij de plaats lopen de Länsväg 104 en Länsväg 110.